# Tom Briele
Tom Briele (* 6. April 1956 in Essen) ist ein deutscher Filmemacher.

## Leben und Werk
Von 1975 bis 1985 absolvierte Briele ein Studium an der Universität-Gesamthochschule Essen. 1981 legte er sein Erstes Staatsexamen als Gymnasiallehrer (Sekundarstufe I) in den Fächern Pädagogik, Kunst und Biologie ab. 1985 erlangte er einen Abschluss als Diplom-Pädagoge.
In den 1980er Jahren war er Mitbegründer mehrerer Medieninitiativen. Seit 1993 arbeitet er als freiberuflicher Journalist, Filmemacher und Künstler in seiner Heimatstadt Essen. Er ist verheiratet mit der Stadtplanerin und Architektin Sabine Weismüller.
Während seines Studiums wählte er als Schwerpunkte Medienanalyse und Medienpädagogik, bis zu seiner Diplomarbeit: Geschichte der Massenkommunikation als Grundlage medienpädagogischer Entscheidungen. 1979 gründete er mit anderen die „Videogruppe Fachbereich Kunstpädagogik“, 1981 das „Medienzentrum Ruhr e.V.“, 1989 das „OK43 Labor“, die experimentelle Erweiterung des Offenen Kanals Essen, zusammen mit Tom Alker und Hans-Werner Fittkau. Seit 1993 arbeitet er freiberuflich in den Bereichen Medienausbildung, TV-Beiträge, EXPO/Messen, Dokumentarfilme, Installation und Performance. 1994–2002 war er Teammitglied beim regionalen Festival für Video und Film „Blicke aus dem Ruhrgebiet“, 1996–1999 Autor des Medienpaketes „Gewalt und Fernsehen in Deutschland“, in Zusammenarbeit mit dem Adolf-Grimme-Institut, Marl im Auftrag des Goethe-Instituts, München inklusive internationaler Vortragsreisen. 2000 bis 2005 hatte er einen Lehrauftrag an der Universität Duisburg-Essen, „Studiengang Kommunikationsdesign“.
Seine Arbeitsschwerpunkte liegen im Bereich Dokumentarfilm (Regie, Kamera und Schnitt), in der Medienausbildung und in der Medienkunst.

## Filmografie

### Regie/Autor (Auswahl)
- 2025 „Denk mal“
- 2024 „Vom Ende her gedacht“
- 2024 „Bruchstücke“
- 2023 „Reden und gleichzeitig zuhören. mijn levensreis - Film 1“
- 2022 „Turm im Wald. Der allmählichen Verfertigung von Erinnerungen beim Wachsen zuschauen“
- 2021 „Meine Möglichkeiten. Robert Bosshard. Künstler.“
- 2021 „shtetl | hiroshige - Die 53 Stationen des Tōkaidō“
- 2021 „Ulrich Mais. Erste Begegnung am Turm am 24. März 2021.“
- 2020 „mijn levensreis: Die Tage in Lublin 2017“
- 2020 „Auf den dritten Blick“
- 2020 „Kein Stiefel“
- 2019 „Scheitern und Können. Schwarm-Laudatio.“
- 2018 „Es ist ja nicht der Bergbau …“
- 2018 „Suche. mijn levensreis. Drehtag 08“
- 2018 „Kurze Reise nach Berlin. März 2018“
- 2017 „2017_11_15 Protokoll - Pluriversum. Besuch einer Ausstellung.“ (nationaler Wettbewerb der Kurzfilmtage Oberhausen 2018)
- 2017 „Das Ensemble shtetl: Die Sieben Pforten“
- 2017 „Entweder oder“ (nationaler Wettbewerb der Kurzfilmtage Oberhausen)
- 2016 „Drei Männer Eck“
- 2014 „Das übersteigt die Vorstellungskraft“ (Festival „Blicke …“, Bochum)
- 2013 „Nachlass lass nach“
- 2009 „Spuren der Ohnmacht“ (15 Kurzfilme)
- 2008–2015 „Mülheim bildet – von Anfang an“ (Langzeitbeobachtung)
- 2006 „A swedish horse daydream“ Internationaler Wettbewerb One-Minute-Festival 2006 in Aarau, CH / Wettbewerb Festival blicke aus dem ruhrgebiet 2006 / ‚The Int'l Fest of Cinema and Technology’ 2008, USA
- 2004 „Aufforderung zum Tanz“ (Musikclip aus der 15-teiligen Reihe „Doppelleben – Agentensongs“), Festival blicke aus dem ruhrgebiet 2004
- 2003 „Rein Privat“
- 2003 „Schläfer“ (Kurzfilmtage Oberhausen, Nationaler Wettbewerb)
- 1996–1997 „Die Stunden vor …“ sechsteilige Dokumentar-Feature-Reihe für Kanal 4 als Mitglied einer Autoren-Gruppe des Medienzentrum Ruhr e.V.
- 1995 „Alt sind immer nur die Anderen“ für Kanal 4 und Initiativkreis Ruhr
- 1994 „Westbahnhof“ zusammen mit Volker Roloff, Wettbewerb „Blicke aus dem Ruhrgebiet“
- 1992–1993 „Essen erinnern“ neunteilige Serie zur Lokalgeschichte zusammen mit „OK43 Labor“.
- 1988–1994 „Altenessener Forum“ Langzeitbeobachtung über das einzige bürgerschaftliche Projekt der IBA Emscherpark (zusammen mit Jörg Keweloh)
- 1985–1987 „Katholische Frauen aus Bottrop unterstützen Flüchtlinge in El Salvador und Honduras“ Langzeitbeobachtung (mehrere Filme + TV-Beiträge) zusammen mit Jörg Keweloh und Mira, Filmfestivals in Karlsruhe und Augsburg
- 1981 „10.10.1981 – Friedensdemonstration in Bonn“ als Kollektivmitglied des „Medienzentrum Ruhr e.V.“

## Medien-Installationen, Medienkunst
- seit 2008 „Lichtkontrolle“ (mit Robert Bosshard, Peter C. Simon) verschiedene Performances (u. a. „RUHR2010“, „Emscherkunst 2013“, „Duisburger Akzente 2016“)
- 2008 „Projektion Diametral: … ungeheuer oben“ im Rahmen der Ausstellung „… zur kleinsten Schar / … with a chosen few – In memoriam Mildred Harnack-Fish“ von Franz Rudolf Knubel, „Maschinenhaus Essen“
- 2006 „Projektion Diametral: … unterwegs“ im Rahmen der Ausstellung „Auf Reisen“ von Brigitte Kraemer und Jürgen Grislawski, „Maschinenhaus Essen“[1]
- 2005 „75 Jahre EWE“ (360°-Projektion) Roadshow der Firma EWE, Oldenburg (Auftrag: LK AG, Essen / Event-Agentur Pommerel, Berne)
- 2002 „German Global Partnerships for Sustainability“ Projektionen für den Deutschen Gemeinschaftsstand beim Weltumweltgipfel WSSD 2002 in Johannesburg. (Auftrag: Scheßl/Weismüller Architekten, Düsseldorf für die GTZ, Frankfurt)
- 2002 „Teppiche und Architektur“ (Diaschau mit acht Projektoren) für Anker Gebr. Schoeller GmbH + Co. KG, Düren (Auftrag LK AG, Essen)
- 2001 „Feuer-Erde-Wasser-Luft“ (360°-Projektion) Firma Miele auf der Domotechnica, Köln (Auftrag: Videograph, Bielefeld)
- 2001 „MAYDAY 2001“, Dortmund als Mitglied der Gruppe „screeneffects“
- 2000 „Le Sahel verde“ Gemeinschaftspavillon Westafrika Expo 2000 (Gesamtkonzept Medien, verschiedene Installationen) (Auftrag: Lippsmeier & Partner Architekten)

## Preise
- 2014 „Querdenker-Preis“ des Festivals „Blicke für das Ruhrgebiet“, Bochum für „Das übersteigt die Vorstellungskraft“[2]
- 2002 Hauptpreis des Festivals „Blicke für das Ruhrgebiet“, Bochum für „Jericho-Verschwörung“ (Autoren: Agentenkollektiv / Cutter: Tom Briele)[3]
- 1994 3. Preis des Festivals „Blicke aus dem Ruhrgebiet“ für „Westbahnhof“
- 1992 2. Preis des Wettbewerbs zur Regionalgeschichte des „Forum Geschichtskultur an Ruhr und Emscher“ für die neunteilige Serie „Essen erinnern“[4]
- 1989 Preis der Gesellschaft für Medienkommunikation (GMK) für die Projekte „Flüchtlinge in El Salvador“ und „Workshop-Modell“ im Rahmen des Forschungsprojektes „Gemeinnützige Medienproduktion“[5]